# Михайлов, Альберт Александрович
Альберт Александрович Михайлов (бел. Альберт Аляксандравіч Міхайлаў; род. 15 октября 2002, Витебск) — белорусский футболист, нападающий клуба «Сморгонь».

## Карьера

### «Сморгонь»
В 2020 году выступал в клубе «Сморгонь». Дебютировал за основную команду в Первой Лиге 24 октября 2020 года в матче против «Гомеля», выйдя на замену на 76 минуте матча. Также сыграл еще один матч 8 ноября 2020 года против «Крумкачей», также выйдя на замену во втором тайме.

### «Энергетик-БГУ»
В январе 2021 года перешёл в «Энергетик-БГУ», где стал выступать в дублирующем составе клуба. За основную команду дебютировал 28 ноября 2021 года в последнем туре Высшей Лиги против «Ислочи», выйдя на замену на 87 минуте матча вместо Адама Диалло. На начало сезона 2022 года тренировался с основной командой. Первый матч сыграл 20 мая 2022 года против дзержинского «Арсенала», выйдя на замену на последней минуте.

#### Аренда в «Лиду»
В июне 2022 года отправился в аренду в «Лиду». Дебютировал за клуб 2 июля 2022 года в матче против «Слонима», отличившись результативной передачей. Дебютный гол за клуб забил 16 июля 2022 года в матче против «Барановичей», отличившись на 5-й минуте матча. Также в этом матче отметился результативной передачей. Закрепился в основной команде клуба, отличившись 5 голами и 3 результативными передачами.

### «Арсенал» Дзержинск
В декабре 2022 года продолжил готовиться к новому сезону с «Энергетиком-БГУ». В январе 2023 года футболист проходил просмотр в «Витебске». В марте 2023 года футболист перешёл в дзержинский «Арсенал». Дебютировал за клуб 2 апреля 2023 года в матче против петриковского «Шахтёра». В следующем матче 8 апреля 2023 года против «Осиповичей» отличился своей первой результативной передачей. Дебютные голы забил 15 апреля 2023 года в матче против «Орши», оформив дубль. В матче 9 сентября 2023 года против «Витебска» футболист отличился забитым дублем и результативной передачей. По итогу сезона футболист досрочно стал победителем чемпионата. На протяжении сезона футболист был в клубе одним из ключевых игроков, отличившись 10 забитыми голами и 2 результативным передачами.

### «Сморгонь»
В феврале 2024 года футболист перешел в «Сморгонь» на правах свободного агента.

## Достижения
«Арсенал» Дзержинск
- Победитель Первой лиги: 2023